# サン＝テティエンヌ＝オ＝タンプル
サン＝テティエンヌ＝オ＝タンプル （Saint-Étienne-au-Temple）は、フランス、グラン・テスト地域圏、マルヌ県のコミューン。

## 地理
コミューンにはヴェール川（エーヌ川支流）が流れる。シャロン＝アン＝シャンパーニュとシュイップの間を走る旧国道77号線が村に入り込んでいる。オートルート A4がコミューンの北を通り、28番目の出口となっている。

## 歴史
近接する他の村と同様に、サン＝テティエンヌ＝オ＝タンプルという地名はテンプル騎士団の財産の一部であったために名づけられた。12世紀、村の領主権はラ・ヌヴィルのコマンドリーに依存していたのである · 。1133年にはテンプル騎士団の製粉所があることが知られていたが、1914年に壊され、現在は失われている。テルム・デ・ボルヌ（Terme des Bornes）という集落の名は、自らの土地を区別するために、騎士団によっておかれた境界の石を示している。
テルム・デュ・ヴェロワール、ド・ラ・カレル、デ・ザーヴ・ド・ダンピエールといった現在の地名は、18世紀の著作によって証明されている、古い起源を持つものである。
フランス革命時代、コミューンにはモンヴェル（Montvesle）またはタンプル・シュル・ヴェール（Temple-sur-Vesle）という、仮の名前が与えられていた。

## 人口統計
| 1962年 | 1968年 | 1975年 | 1982年 | 1990年 | 1999年 | 2006年 | 2012年 |
| ------ | ------ | ------ | ------ | ------ | ------ | ------ | ------ |
| 178    | 193    | 333    | 415    | 447    | 458    | 567    | 730    |

source=1999年までLdh/EHESS/Cassini、2004年以降INSEE